# Янгузнарат
Янгузнара́т (рос. Янгузнарат, башк. Яңғыҙнарат) — присілок у складі Краснокамського району Башкортостану, Росія. Входить до складу Новокаїнликівської сільської ради.
Населення — 136 осіб (2010; 142 у 2002).
Національний склад:
- башкири — 50 %
- татари — 42 %